# Waldemar Preussner
Waldemar Preussner (ur. 8 grudnia 1958 w Korfantowie) – polski przedsiębiorca zamieszkały w Niemczech, założyciel i właściciel holdingu PCC SE.

## Życiorys
Dzieciństwo i młodość spędził na Opolszczyźnie w środowisku dwujęzycznym polsko-niemieckim.
W 1976 roku wyemigrował do Republiki Federalnej Niemiec korzystając z prawa do uzyskania tam obywatelstwa (z powodu pochodzenia rodziców). W 1984 roku ukończył studia ekonomiczne na Uniwersytecie w Bielefeld. 
W latach 1984–1993 był zastępcą kierownika działu zaopatrzenia w koncernie chemicznym Rütgers. Zajmował się tam handlem z krajami Europy Środkowej i Wschodniej. Na początku lat 90. XX wieku rozpoczął własną działalność gospodarczą. Przez pierwszych kilka lat jego partnerem biznesowym był Jarosław Pawluk. 
W 1993 roku Waldemar Preussner stworzył spółkę Petro Carbo Chem, znaną pod nazwą PCC, a działającą w branżach karbochemicznej i petrochemicznej. Początkowo firma zajmowała się pośrednictwem w handlu między wschodem i zachodem Europy. W latach 90. XX wieku uczestniczyła w prywatyzacji kilku dużych zakładów przemysłowych w Polsce i dała początek koncernowi chemicznemu PCC AG. 
Na przełomie XX i XXI wieku Waldemar Preussner uczestniczył w prywatyzacji i restrukturyzacji kilkunastu spółek transportowych w Polsce. Zostały one zrzeszone w grupie kapitałowej PCC Logistics, a trzonem ich funkcjonowania był kolejowy przewoźnik towarowy PCC Rail. W 2009 roku holding ten został sprzedany kolejom niemieckim Deutsche Bahn.
Od 2007 roku Waldemar Preussner stoi na czele międzynarodowego holdingu PCC SE z siedzibą zarządu w Duisburgu. Grupa działa w branżach chemicznej, energetycznej i logistycznej. Posiada spółki zależne i przedstawicielstwa na terenie: Białorusi, Bośni i Hercegowiny, Bułgarii, Czech, Ghany, Islandii, Łotwy, Macedonii, Niemiec, Polski, Rosji, Rumunii, Słowacji, Stanów Zjednoczonych Ameryki, Ukrainy, Tanzanii i Turcji.

## Nagrody i wyróżnienia
- 2009 - Polsko-Niemiecka Nagroda Gospodarcza za szczególne zasługi w rozwoju polsko-niemieckiej współpracy gospodarczej[6].